# Staré Hobzí
Staré Hobzí é uma comuna checa localizada na região da Boêmia do Sul, distrito de Jindřichův Hradec.